# Datation de la Bible
Ne doit pas être confondu avec Chronologie de la Bible.
Vous lisez un « article de qualité » labellisé en 2013.

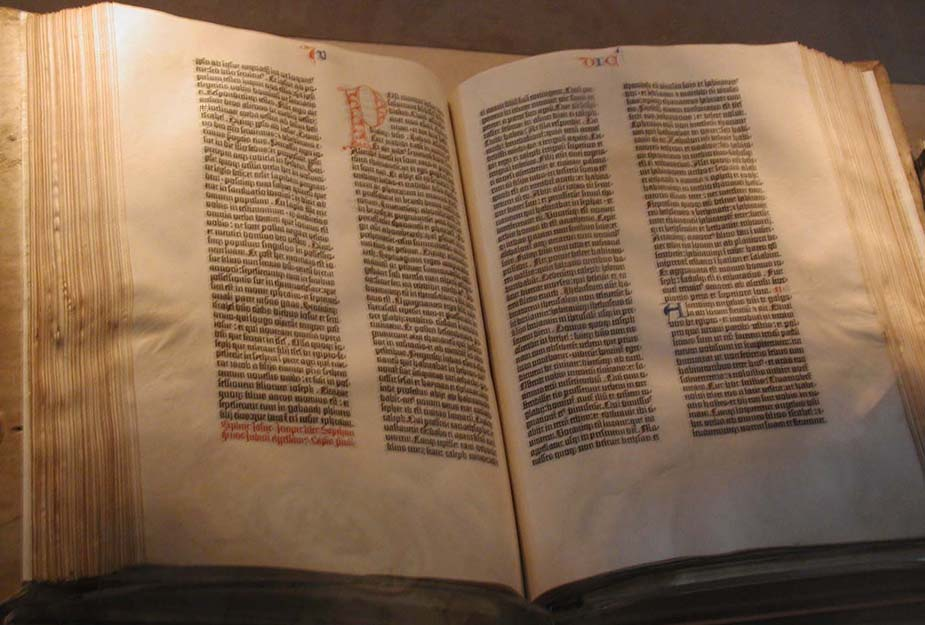
La Bible de Gutenberg (Vulgate), première Bible imprimée, Bibliothèque du Congrès, Washington.

La datation de la Bible consiste à déterminer la période de composition et de rédaction de chaque livre qui la compose, et si possible de chaque unité textuelle composant ces livres.
La Bible se présente comme une compilation de textes rédigés ou remaniés à différentes époques. La Bible hébraïque comprend trois parties : la Torah (תּוֹרָה, la Loi ou Pentateuque), les Nevi'im (נביאים, les Prophètes) et les Ketouvim (כתובים les Autres Écrits ou Hagiographes). À cette liste s'ajoutent les livres deutérocanoniques pour l'Ancien Testament des chrétiens ainsi que le Nouveau Testament, propre aux bibles chrétiennes.
Depuis le XIXe siècle, des fouilles archéologiques au Proche-Orient ont fourni de nombreux éléments sur le contexte dans lequel la Bible a pris forme. Ces découvertes permettent de mieux dater l'histoire des royaumes d'Israël et de Juda, aidant à comprendre la formation du texte biblique. La tradition faisant de Moïse l'auteur de la Torah, de David celui des Psaumes et de Salomon celui des Proverbes est démentie par d'autres recherches, et une nouvelle approche historico-critique s'opère à partir d'une base plus scientifique que proprement religieuse.
La datation des textes bibliques dépend de méthodes telles que la philologie, la paléographie, la comparaison avec d'autres textes antiques, et l'archéologie. Les dates de rédaction des textes de la Bible hébraïque sont difficiles à établir, et font l'objet de débats entre les spécialistes. La majorité d'entre eux s'accordent toutefois pour situer son écriture entre les VIIIe et IIe siècles av. J.-C., et celle du Nouveau Testament au cours du Ier siècle.
Le plus ancien objet où figure un fragment biblique est l'amulette de Ketef Hinnom, datée vers 600 av. J.-C. Le plus ancien manuscrit de la Bible hébraïque retrouvé à ce jour est le fragment d'un rouleau des Livres de Samuel datant du milieu ou de la fin du IIIe siècle av. J.-C., trouvé à Qumrân en Samarie. Le plus ancien texte du Nouveau Testament retrouvé à ce jour est le papyrus P52 de la bibliothèque Rylands, contenant un fragment de l’Évangile selon Jean, qui date de la première moitié du IIe siècle (soit seulement quelques dizaines d'années après l'original). Les plus anciennes versions relativement complètes des écrits vétérotestamentaires traduits en grec sont deux copies de la Septante datées du IVe siècle : le Codex Sinaiticus et le Codex Vaticanus. Depuis qu'une partie du Codex d'Alep a été perdue en 1947, le plus ancien manuscrit complet du texte massorétique, qui sert de base à de nombreuses éditions modernes de la Bible, est le Codex Leningradensis, datant du XIe siècle.

## Méthodes de datation
Puisque aucun manuscrit original de la Bible n'est accessible de nos jours, la datation doit s'appuyer sur l'analyse du texte lui-même ainsi que du milieu dans lequel il a pris forme. Cette connaissance fait intervenir la critique philologique et l'analyse rédactionnelle, la comparaison avec d'autres textes antiques, la recherche de témoins textuels, et l'archéologie. Utilisées conjointement, ces techniques permettent de dresser un tableau plus ou moins complet de l'histoire du texte.
L'analyse critique confirme que la majorité des livres bibliques ne sont pas écrits de bout en bout par une seule main, mais subissent au contraire des réécritures plus ou moins importantes tout au long de leur histoire. Nombre d'entre eux sont des collections de traditions ou de fragments épars, ensuite regroupés et reliés pour former un tout plus ou moins cohérent. Ils peuvent ensuite avoir été complétés, retravaillés et actualisés suivant les options ou nécessités théologiques du moment.
La découverte et le déchiffrage à la fin du XIXe siècle de textes akkadiens ressemblant étrangement aux récits bibliques, puis celle durant le XXe siècle des manuscrits de la mer Morte, ont modifié la vision traditionnelle de la Bible. L'archéologie a, quant à elle, permis aux exégètes d'établir des hypothèses plus précises et plus sûres. Si les débats restent vifs sur quelques datations, les grandes lignes de l'histoire du texte paraissent désormais tracées.

## Manuscrits les plus anciens

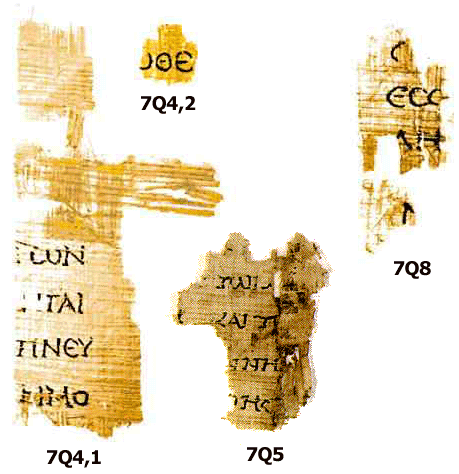
Fragments retrouvés à Qumrân.

Les plus anciens ensembles de textes de la Bible hébraïque, trouvés parmi les manuscrits de la mer Morte, sont datés entre le IIIe et le Ier siècle av. J.-C., le chercheur Frank Moore Cross datant un petit fragment du Livre de Samuel (4QSamb) de la fin du IIIe siècle. Tous les livres du Tanakh, à l'exception du Livre d'Esther, se trouvent dans les textes découverts à  Qumrân, certains en plusieurs exemplaires, d'autres à l'état fragmentaire.
Parmi les plus anciens manuscrits en grec se trouvent des fragments du Lévitique et du Deutéronome de la Septante datant du IIe siècle av. J.-C., ainsi que des fragments de la Genèse, de l’Exode, des Nombres, et des petits prophètes datant du Ier siècle av. J.-C. Les manuscrits anciens relativement complets de la Septante sont, entre autres, le Codex Vaticanus (IVe siècle), le Codex Sinaiticus (IVe siècle) et le Codex Alexandrinus (Ve siècle). Ce sont les plus anciens manuscrits presque complets de l’Ancien Testament, toutes langues confondues. Le Pentateuque samaritain, qui aurait vu le jour sous la dynastie hasmonéenne, est aussi un manuscrit biblique très ancien. Tout comme la Peshitta, cette dernière étant une traduction de la Bible chrétienne en syriaque achevée semble-t-il durant le IVe siècle.
Le texte massorétique final de la Torah est considéré par la tradition comme ayant été assemblé au IVe siècle, mais les plus anciens manuscrits complets (ou presque complets) sont le Codex d'Alep (vers 920) et le Codex de Léningrad (1008).

## Historicité de la Bible

### Remise en cause de la tradition
Durant des siècles, les lecteurs de la Bible la considèrent comme étant majoritairement la parole de Dieu, parole qu'Il aurait inspirée ou dictée à des sages, des prophètes ou des grands-prêtres israélites. Ainsi, la tradition attribue la rédaction du Pentateuque à Moïse ; l'origine des livres de Josué, des Juges et de Samuel à des archives sacrées recueillies par le prophète Samuel ; Jérémie est vu comme étant l'auteur des premier et deuxième Livres des Rois ;  David comme celui des Psaumes, et Salomon comme celui des Proverbes et du Cantique des cantiques. La Bible étant considérée comme d'origine divine, la véracité historique du récit n'est alors pas remise en cause. Cette tradition remonte à l'Antiquité. Or, durant cette période, il est courant d'utiliser la pseudépigraphie, technique qui consiste à attribuer un texte récemment écrit à un illustre auteur, parfois disparu depuis longtemps ou même purement imaginaire. Il est désormais admis, dans les milieux académiques, que ce procédé prévaut également pour ce qui est de la tradition biblique. C'est ainsi que la tradition judéo-chrétienne attribue les livres de l'Ancien Testament à différents auteurs, comme il est énoncé ci-dessus.
La Bible est pendant longtemps le seul moyen d'accéder à l'histoire de l'ancien Israël. À partir du XIXe siècle, l'archéologie dite « biblique » commence par s'intéresser uniquement à chercher à confirmer le récit de la Bible, par les résultats de fouilles sur le terrain,. Toutefois, les progrès des recherches aidant, les archéologues s'écartent de plus en plus de cette approche, pas vraiment scientifique. Ils comprennent de plus en plus que le texte biblique est écrit en grande partie bien après les évènements qu'il relate, ou inventé dans un but avant tout théologique. L'archéologie « biblique », qui prend la Bible comme la référence qui servira à interpréter chaque découverte, fait alors place à l'archéologie « palestinienne », pour laquelle la Bible est un texte parmi d'autres. Les recherches historiques et archéologiques démontrent en effet que le texte biblique n'est pas toujours un témoignage historique fiable, notamment concernant les récits originels. Albert de Pury résume cela en disant que « les récits des origines sont par définition mythiques [...], qu'ils aient ou non un fondement historique ».

### Entre positions traditionalistes et minimalistes

#### Partisans de l'historicité intégrale

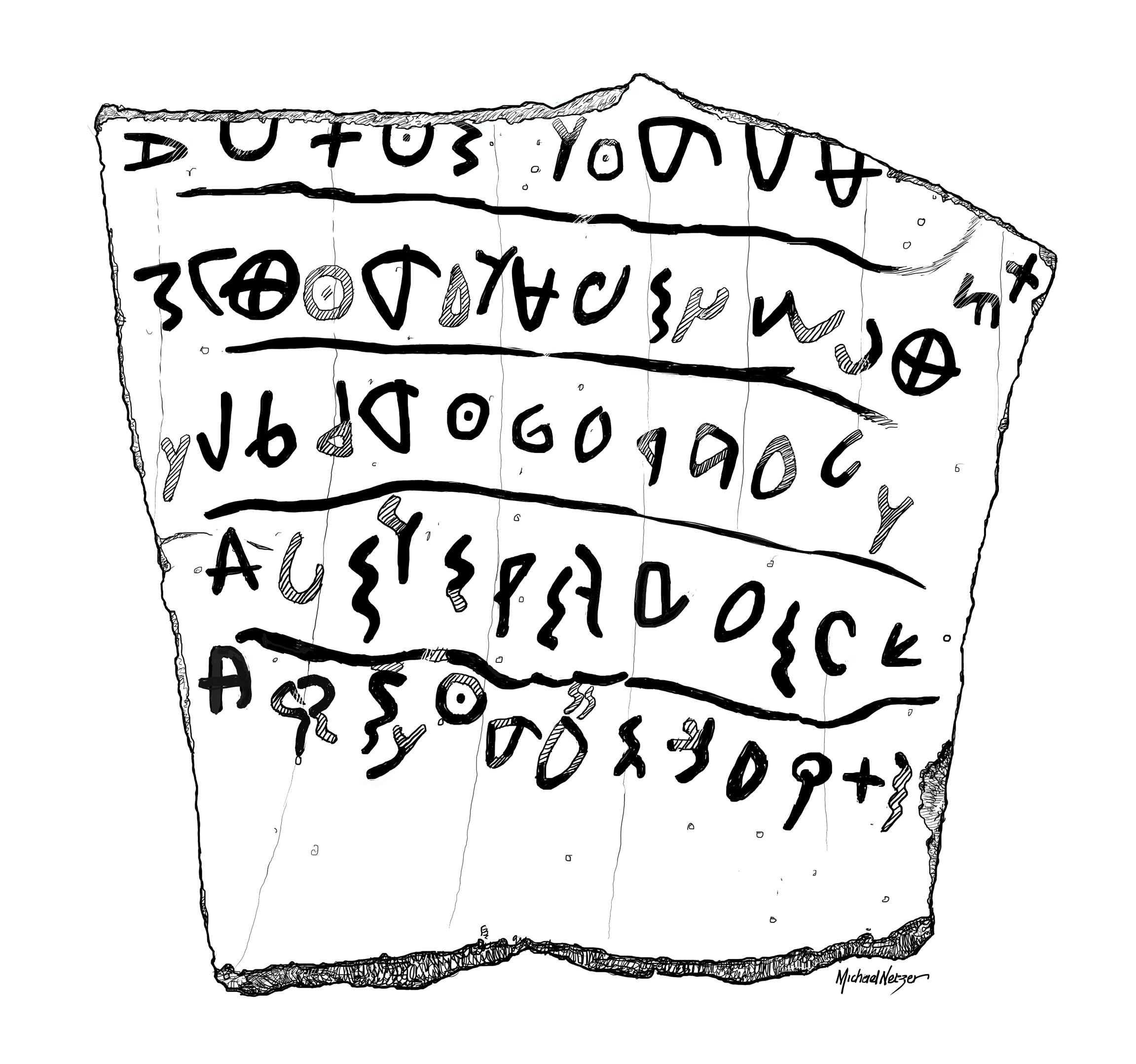
Ostracon de Khirbet Qeiyafa, que certains spécialistes considèrent comme le plus ancien texte en hébreu.

Malgré ces considérations, d'autres ne sont pas prêts à renoncer si facilement à l'historicité de la Bible. C'est notamment le cas de l'égyptologue Kenneth Kitchen, qui défend l'idée d'un texte biblique historiquement vrai à partir de l'histoire d'Abraham. Cependant, le professeur d'Ancien Testament John J. Collins affirme que l'étude de son travail montre qu'il s'agit de l’œuvre d'un apologiste. Pour appuyer cette affirmation, Collins cite par exemple le fait que Kitchen explique le manque de traces d'occupation de Jéricho au XIIIe siècle av. J.-C. par l'érosion du sol. Collins cite aussi le fait que la ville d'Aï ne présente pas de traces d'occupation, contrairement à ce que l'on pourrait attendre si le récit biblique était historiquement vrai, mais que Kitchen n'y voit pas de contradiction car, selon lui, des fouilles futures devraient montrer des traces d'occupation aux alentours. Malgré tout, Kitchen doit bien admettre qu'il n'existe aucune preuve de l'Exode, mais reste convaincu que la Bible est vraie tant que le contraire n'a pas été prouvé (!),.
Une approche similaire est proposée par Iain Provan, Phillips Long et Tremper Longman dans leur livre A Bible History of Israel (Une histoire biblique d'Israël). Ces derniers voient le récit biblique comme un récit fiable, même s'ils admettent ne disposer d'aucune autre source que la Bible pour ce qui est plus ancien que la période supposée de l'installation en terre d'Israël. Cela ne les empêche pas de dater assez précisément l'histoire d'Abraham au milieu du XXIIe siècle av. J.-C. et de conclure que le récit biblique s'accorde assez bien avec ce qui est connu des sociétés anciennes comme celle de Mari. Selon Collins, même s'ils utilisent la pensée critique pour remettre en cause les conclusions des spécialistes, ils ne le font que superficiellement, rejetant la conclusion de l'approche critique qui amène à douter de la fiabilité de tout récit présenté comme historique, incluant celui que l'on veut a priori défendre.

#### Partisans d'une rédaction très tardive
À l'opposé de cette approche, les thèses « minimalistes » de Thomas L. Thompson et Niels Peter Lemche, de l'École de Copenhague, situent l'écriture de la Bible durant la période hellénistique. L'idée de Thompson est que même si certains détails fournis par le récit biblique en font un récit plausible, cela ne suffit pas pour rendre le récit historiquement fiable. Selon lui, les pratiques et coutumes qui y sont décrites sont communes à une grande variété de lieux et d'époques, et donc faire un rapprochement entre elles et les coutumes d'autres peuples antiques, comme celui de Nuzi, est trop aléatoire pour être déterminant. De plus, il affirme que certains des rapprochements faits par les tenants de l'historicité du texte, comme William Albright, sont tout simplement faux. Selon Collins, les théories de Thompson sont si extrêmes qu'elles ne méritent pas d'être débattues. William Dever les récuse aussi, les accusant d'être trop exagérées et révolutionnaires pour être vraies. Il fait de même pour celles de Lemche, qu'il qualifie de « révisionnistes ». Malgré ces critiques, Megan Moore et Brad Kelle affirment que le travail de Thompson, associé à celui de John Van Seters, a permis de remettre en cause la datation parfois trop haute de la composition de l'histoire des patriarches.
La grande majorité des spécialistes se situent entre ces deux extrêmes. La suite de cet article présente leurs théories.

### Limites de l'oralité
Afin de sauver l'historicité du récit biblique, certains avancent l'idée qu'il aurait été transmis oralement pendant des dizaines de générations, sans modification notable du texte,. Depuis, les ethnologues et anthropologues modernes ont démontré que de longs récits épiques peuvent circuler  longtemps sous forme orale. C'est le cas selon eux de l'Épopée du roi Gesar longue de plusieurs millions de mots, des Eddas scandinaves, des traditions des griots ouest africains, des légendes brésiliennes du Charlemagne, entre autres. En se basant sur des informations ethnographiques, la littérature comparée et l'histoire de la composition de la Mésopotamie, des spécialistes de la Bible tels qu'Eduard Nielsen ont analysé comment un texte oral peut être composé, transmis et finalement fixé sous forme écrite. Leur conclusion est que de toute évidence, il y a des variations à chaque récitation.
Certains érudits bibliques soulignent les difficultés de transmettre de façon stable des textes aussi longs que ceux de la Bible qui ne comportent de plus presque aucune aide à la mémorisation, sur une grande période. Cependant, cela n'empêche pas qu'une certaine tradition orale, en perpétuelle mutation, ait pu se transmettre sur quelques dizaines d'années ; c'est d'ailleurs vraisemblablement le cas pour la tradition évangélique du Nouveau Testament. Mais pour ce qui est des récits de l’Ancien Testament, qui demanderaient une improbable transmission orale sur des siècles, l'historicité du texte dépend en grande partie de la capacité des scribes à coucher rapidement par écrit les faits qui le composent.

### Apparition de l'écriture hébraïque
L'écriture paléo-hébraïque, celle des premiers israélites, dérive du phénicien. Dès le début du Ier millénaire av. J.-C., l'alphabet phénicien comporte vingt-deux lettres et se lit de droite à gauche, tout comme l'hébreu. Cependant, les spécialistes débattent encore pour fixer le moment précis à partir duquel le nouveau langage prend son indépendance sur l'ancien, permettant ainsi à Israël de constituer ses premières archives historiques.
Un tesson inscrit datant du Xe siècle av. J.-C., retrouvé en 2008 à Khirbet Qeiyafa, à l'ouest de la Judée, est un indice majeur dans ce débat. Cependant, les spécialistes sont partagés quant à l'interprétation à donner à cette découverte : certains y voient un exercice de scribe rédigé en hébreu, preuve selon eux qu'il existe déjà des pratiques scribales en Judée à l'époque de David ; d'autres y voient une liste de noms cananéens. Quoi qu'il en soit, l'existence d'une documentation épigraphique dans la région israélite est attestée à partir du IXe siècle av. J.-C., même si celle qui est retrouvée à cette époque, outre quelques inscriptions funéraires, est essentiellement administrative et commerciale. C'est à partir de là que le récit biblique commence de plus en plus à coïncider avec l'histoire réelle, même s'il contient encore des aspects légendaires et mythologiques, et reste orienté théologiquement.

## Histoire de la formation de la Bible

### De l'émergence au déclin du royaume d'Israël
Les historiens situent en général l'émergence du royaume d'Israël vers la fin du XIe siècle av. J.-C. ou au début du Xe siècle av. J.-C.. Le « cantique de Déborah » contenu dans le livre des Juges, et que certains considèrent comme l'un des plus anciens textes de la Bible, retrace selon Mario Liverani l'un des plus anciens épisodes historiquement plausibles du texte biblique, à savoir la bataille de Tanak près de Megiddo, qui dépeint un affrontement entre plusieurs tribus de Galilée et du centre, et certaines cités cananéennes. Il est toutefois largement accepté que, même s'il est indéniable que le livre des Juges contient des éléments textuels anciens, le livre dans son ensemble a été retravaillé et sa forme finale relève d'une construction idéologique plus tardive.
L'histoire du royaume d'Israël, et plus généralement de la région du Levant, est en grande partie couverte par les livres des Rois, même si ceux-ci sont écrits bien après les évènements, en se basant sur des sources supposées fiables. À partir du milieu du VIIIe siècle av. J.-C., l'impérialisme assyrien monte en puissance, ce qui a des conséquences désastreuses sur le royaume d'Israël, à tel point qu'en 722 av. J.-C. sa capitale, Samarie, est soumise, et le royaume disparaît. Selon Mario Liverani, l'un des plus anciens récits prophétiques est peut-être celui d'Amos, qui prophétise la destruction du royaume d'Israël peu après le début de la conquête assyrienne dans la région. Le livre est toutefois l'objet de tant de réécritures qu'il est difficile de différencier ce qui relève effectivement des paroles du prophète de ce qui a été ajouté plus tard. C'est à la même époque que les récits d'autres prophètes, comme Osée, Michée et l'Isaïe historique, sont les premiers textes de ce qui deviendra plus tard la Bible hébraïque.

### Le royaume de Juda et l'Exil

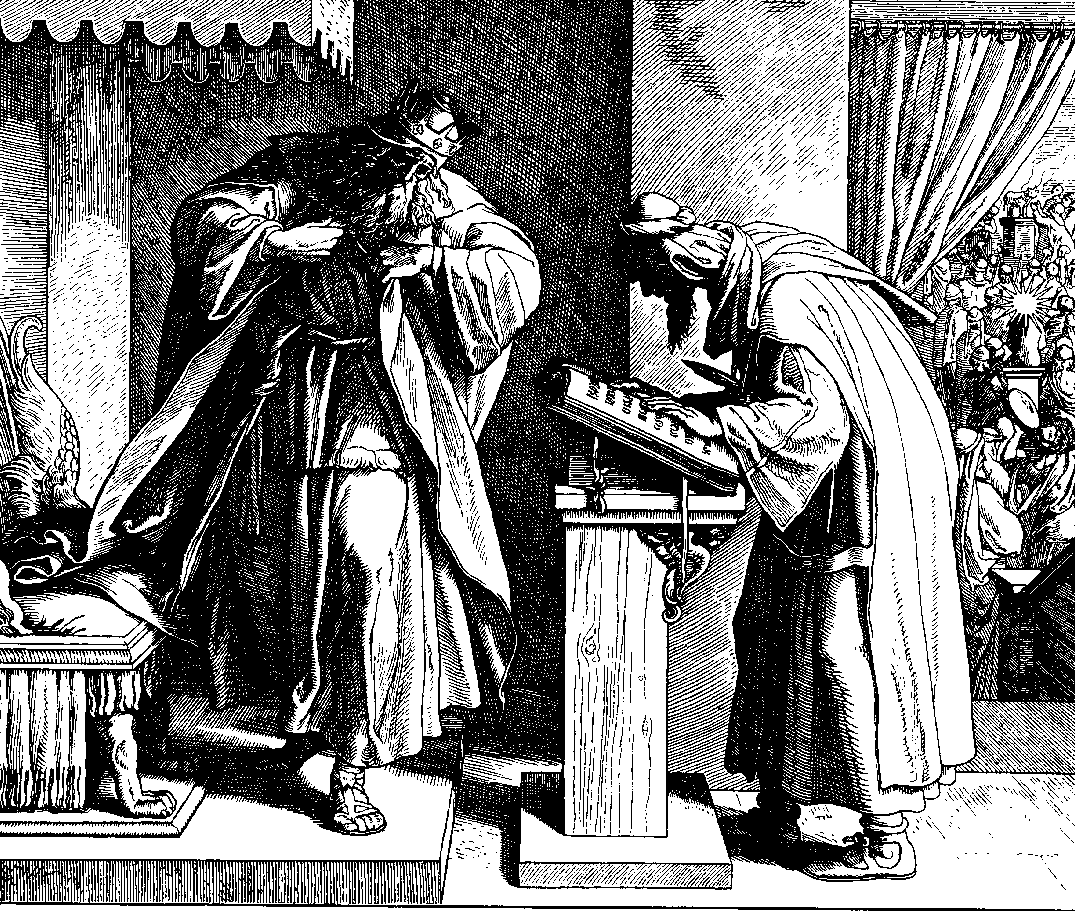
Josiah écoutant la lecture de la loi par Julius Schnorr von Carolsfeld.

La fin du royaume d'Israël permet au royaume de Juda, resté jusque-là dans l'ombre de son puissant voisin du Nord, de prendre de l'importance. Jérusalem, qui accueille alors l'élite du royaume israélite disparu, connaît une croissance et une prospérité sans précédent. La région s'alphabétise et le commerce est florissant,,. Une trace importante de cette alphabétisation figure sur le plus ancien fragment découvert à ce jour d'un texte sur lequel figure un passage que l'on retrouve dans la Torah, qui est daté vers 600 av. J.-C. Il s'agit d'une amulette apotropaïque trouvée à Ketef Hinnom, où figure la même bénédiction sacerdotale que celle qui figure en Nombres 6 : 24 à 27.
Au sud du royaume d'Israël, le royaume de Juda passe lui aussi sous domination assyrienne à partir de 750 av. J.-C. environ, mais les rois judéens, contrairement à leurs futurs ex voisins du Nord, savent en grande majorité composer avec cette situation et jouir de la « paix assyrienne »,. Vers 625 av. J.-C., l'empire assyrien se retrouve affaibli par les Babyloniens, et l'Égypte en profite pour reprendre un certain contrôle de la région du Levant. Ce conflit entre empires rivaux donne une plus grande liberté d'action à Josias, alors roi de Juda, qui se lance dans une politique de reconquête de territoires perdus par le royaume du Nord, ainsi que dans une réforme religieuse d'envergure. Cette réforme vise à rendre un culte exclusif au seul dieu Yahvé et à faire de Jérusalem le lieu privilégié de ce culte.
La Bible relate que Josias découvre dans le Temple de Jérusalem un « livre de la Loi » durant sa dix-huitième année de règne, que les historiens situent en 622 av. J.-C. De nombreux spécialistes identifient ce livre comme étant une partie du Deutéronome, et pensent plus probable que ce livre, au lieu d'avoir été simplement découvert, a plutôt été écrit directement par l'entourage de Josias ou peu de temps avant son règne,. C'est à partir de ce moment-là que commencerait l'écriture de l'« histoire deutéronomiste », laquelle est définie comme incluant les livres allant du Deutéronome aux Rois. Ces livres auraient ensuite été révisés et complétés pendant des générations,. Certains spécialistes défendent l'idée d'une première édition du texte biblique sous le règne d'Ézéchias, également roi de Juda, incluant notamment les plus anciens textes prophétiques (dans l'ordre du canon) et une première mouture de textes historiographiques (Livres des Rois, voire certains récits de la Torah),. Mais il est plutôt admis que le changement le plus important se produit sous le règne du roi Josias.
Selon plusieurs spécialistes, dont Shira Faigenbaum-Golovina et Israël Finkelstein, l'analyse d'ostraca découverts à Arad tend à montrer que le haut degré d'alphabétisation dans l'administration du royaume de Juda à la fin du VIIe siècle av. J.-C. fournissait un cadre possible à la compilation de textes bibliques comme les livres historiques, de celui de Josué à ceux des Rois.
Les ambitions de Josias sont brisées net en 609 av. J.-C., lorsqu'il est tué par le pharaon Nékao II, à la bataille de Megiddo,. S'ensuivent des années difficiles pour le royaume de Juda, qui se trouve d'abord sous domination égyptienne pendant quelques années, puis rapidement sous domination babylonienne. Pensant pouvoir compter sur l'aide de l'Égypte, les Judéens se révoltent contre la nouvelle puissance babylonienne, mais ces révoltes sont vite matées, et en 587 av. J.-C., Jérusalem et son temple sont détruits, et une partie de la population est emmenée en exil à Babylone.
C'est au contact de la civilisation babylonienne que se forge une grande partie de la Bible. En effet, les récits bibliques de la création du monde, du jardin d'Éden, du Déluge et de la tour de Babel rappellent sans aucun doute des récits babyloniens. Une grande partie des livres des Rois et du livre de Samuel leur est également empruntée : même façon d'entrecroiser l'histoire de deux royaumes en une seule narration, même système de datation, mêmes formules funéraires, et même évaluation des rois comme bons ou mauvais suivant qu'ils honorent ou non le culte du dieu national,.
À partir de l'Exil, d'importantes communautés judéennes résident non seulement en Judée  – celles qui sont restées sur place – mais aussi en Babylonie, ainsi qu'en Égypte où une partie de la population de Juda s'est réfugiée. C'est à partir de ce fait de l'Exil que les livres des prophètes Ézéchiel, du Deutéro-Isaïe et de Jérémie, entre autres, s'interrogent sur certaines questions cruciales comme celles concernant le culte exclusif à un seul Dieu, l'éthique religieuse en remplacement du culte rituel, ou encore l'importance de la responsabilité individuelle par rapport à la responsabilité collective.

### Époque perse

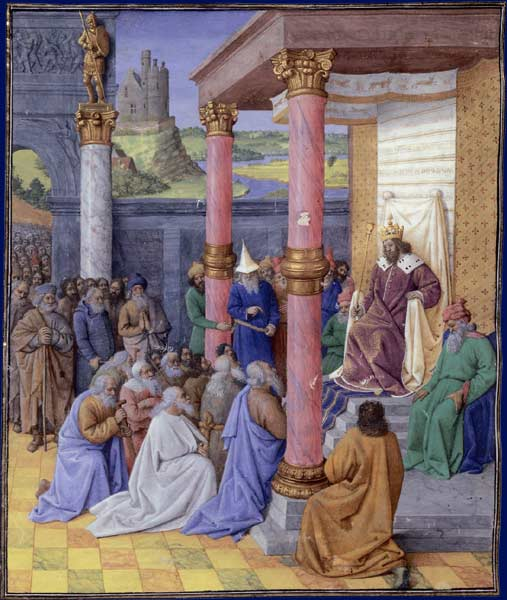
La clémence de Cyrus II envers les Hébreux. Miniature tirée des Antiquités judaïques de Flavius Josèphe, attribuée à Jean Fouquet ou au maître du Boccace de Munich, vers 1470. BNF, Fr.247, f.230v.

En 539 av. J.-C., Babylone tombe devant Cyrus. Le retour d'exil a lieu peu après pour une partie des judéens de Babylone, et il est suivi quelques années plus tard par la reconstruction du temple,. Cette période est couverte par les livres d'Esdras et de Néhémie, qui fournissent des listes établissant qu'un total de 42 360 personnes revient au pays. Même si certains détails de ces listes peuvent être authentiques, la fiabilité du total est douteuse, car au lieu d'observer un retour massif d'exilés, l'archéologie montre plutôt que ce qui a été le royaume de Juda se dépeuple progressivement à partir de la fin de l'époque monarchique, au début du VIe siècle av. J.-C., et que ce dépeuplement continue après la période supposée du retour d'exil,. L'épisode de la reconstruction du Temple est lui-même sujet à des explications diverses et contradictoires, suivant les livres bibliques qui en parlent.
L'époque perse de la dynastie des Achéménides, entre 538 et 330 av. J.-C., voit grandir le pouvoir du grand prêtre de Jérusalem. Dès la fin de la reconstruction du Temple en 515, ce sont les grands prêtres qui prennent la tête de la communauté judéenne. Les livres bibliques qui parlent de cette époque, comme celui d'Aggée et probablement celui de Zacharie, montrent indirectement l'importance grandissante de cette fonction, préfigurée de manière anachronique par Josué, au détriment de celle de gouverneur,. D'ailleurs, l'autorité du temple de Jérusalem est rapidement largement reconnue, que ce soit à Béthel ou par la communauté juive d'Éléphantine, en Égypte.
L'importance que prend le Temple de Jérusalem s'opère aux dépens des samaritains, dont certains peuplent encore l'ancien royaume du Nord. Ceux-ci voient d'un mauvais œil le fait que l'histoire biblique est réécrite dans une perspective essentiellement judéenne, et qui plus est dans une optique plutôt critique envers les rois d'Israël. C'est la raison pour laquelle ils rejettent progressivement, à partir de la fin du Ve siècle av. J.-C., la version judéenne de la Bible, et rendent un culte à Yahvé dans leur propre temple à Sichem, sur le mont Garizim. Bien plus tard, ils éditeront leur propre version de la Torah.
C'est vraisemblablement à partir de là que les rédacteurs sacerdotaux mettent une grande partie du Livre de la Genèse, comprenant le « mythe des Patriarches », et probablement l'histoire de Joseph, sous une forme proche de celle que nous connaissons aujourd'hui,. Le livre de l'Exode, se basant sur l'idée qu'Israël s'est affranchi de l'influence égyptienne au début de son histoire, n'est  pas sans faire écho au retour de l'exil à Babylone. De même, le récit du livre de Josué concernant la conquête de Canaan, dont la base passe pour avoir été écrite sous Josias, est probablement complété après le retour d'exil, et ce afin de justifier l'installation des rapatriés dans un pays qui n'a jamais vraiment cessé d'être habité. Selon Mario Liverani, une datation tardive de sa rédaction est nécessaire pour expliquer les divers anachronismes et incongruités qui peuplent le récit, comme les listes des peuples prétendument conquis par Josué, mais qui n'existent pas en Canaan à l'époque où se situe le texte, et dont certains sont même de pures inventions. De même, il semble qu'une grande partie du livre des Juges est écrite alors, c'est-à-dire après que la Judée se fut retrouvée, durant près d'un siècle, sans autorité politique formelle,.
Les livres d'Esdras et de Néhémie, dont l'action se situe vers la fin du Ve siècle av. J.-C. ou au début du IVe siècle av. J.-C., brossent un tableau idyllique d'une concertation harmonieuse entre les rôles de grand prêtre et de gouverneur,. Cependant, l'avènement d'Esdras comme scribe et prêtre, en 398 av. J.-C., marque un tournant dans la conception du pouvoir, car c'est à partir de là que la « Loi de Dieu » est désormais interprétée exclusivement par le grand prêtre, et qu'elle prend le pas sur toute autre loi ou gouvernement humain. Cette Loi qui est traditionnellement attribuée à la figure fondatrice de Moïse, est d'une conception relativement tardive et n'est bouclée qu'à l'époque d'Esdras. Selon Mario Liverani, 95 % du corpus législatif et rituel de la Bible, contenu principalement dans le Lévitique mais aussi dans d'autres livres de la Torah comme le Deutéronome, est écrit après l'Exil.
Des débats agitent la communauté judéenne de retour d'exil, qui cherche son identité. Tout d'abord, la législation sociale qui est proposée présente un modèle utopique, où les dettes sont régulièrement effacées et les esclaves affranchis. La plupart des historiens peinent à croire que ce modèle ait réellement été appliqué. Ensuite, le problème des mariages mixtes, dénoncé avec plus ou moins de force dans toute la Bible, refait surface. La communauté sacerdotale ayant pris le pouvoir, l'idéal de pureté de race et de religion est mis en avant, et les prêtres, dont Esdras, vont jusqu'à inciter la population à répudier les femmes étrangères et les enfants naissant de ces unions. Bien que Malachie dénonce ces mesures dans son livre, et que le Trito-Isaïe incite à une certaine ouverture envers les étrangers, une partie de la communauté continue à se renfermer sur elle-même. Enfin, l'idéal de pureté, qui s'est affirmé en exil, incite à observer plus que jamais des rites comme la circoncision, le Shabbat et les autres fêtes religieuses, ainsi que les nombreux interdits alimentaires et règles d'hygiène corporelle, qui apparaissent ou s'affirment durant cette période.
Marc-Alain Ouaknin fait l'hypothèse que les « onze premiers chapitres pourraient être en fait les traces de manuels scolaires babyloniens. Ceux-ci devaient se présenter sous une forme semblable, ils compilaient des mythes de création et donnaient ainsi des exemples pour diverses matières scolaires. Quand la Genèse retrace la généalogie des ancêtres d’Israël, il s’agit de faire pratiquer aux élèves des calculs algébriques, additions, soustractions, multiplications et divisions, à partir des âges des patriarches, d’Adam à Abraham. Quand elle décrit les dimensions de l’Arche, le but est de proposer un exercice de géométrie. Et quand elle raconte le périple des enfants de Noé et mentionne les cités et les royaumes du Proche-Orient, c’est un cours de géographie. Enfin, avec la Tour de Babel, le livre présente l’histoire des langues, la complexité de leur naissance et de leurs diversifications ! »

### Époque hellénistique
À la suite de la victoire d'Alexandre le Grand à la bataille d'Issos en 333 av. J.-C., la Judée tombe sous la domination des Grecs. Cette victoire est suivie par d'autres, si bien que toute la Méditerranée orientale est rapidement conquise par Alexandre. Commence alors pour la Judée et la diaspora d'Égypte, située principalement à Alexandrie, une période d'hellénisation progressive, même si les juifs gardent une certaine autonomie dans le nouvel empire. Dans celui-ci, le rôle du grand prêtre de Jérusalem devient de plus en plus important : il est désormais responsable de la collecte des taxes et du tribut, et représente le peuple auprès de la cour d'Alexandrie. Cependant, son pouvoir est contrebalancé par le Conseil des anciens, qui se transforme vers 200 av. J.-C. en une puissante institution : le Sanhédrin. Au IIIe siècle av. J.-C., la diaspora constituée en Égypte se réunit dans des « maisons de prières » - les futures synagogues - où elle prie et étudie la liturgie éditée par le Temple de Jérusalem. Entre 282 et 246 av. J.-C., sous l'impulsion de Ptolémée II et en accord avec les juifs, la Torah est traduite en grec. S'ensuit la traduction des Nevi'im (Prophètes), qui est achevée vers le milieu du IIe siècle av. J.-C., puis s'ajoutent à ce corpus, appelé plus tard la Septante, les Ketouvim ( Écrits) et d'autres textes rédigés directement en grec.

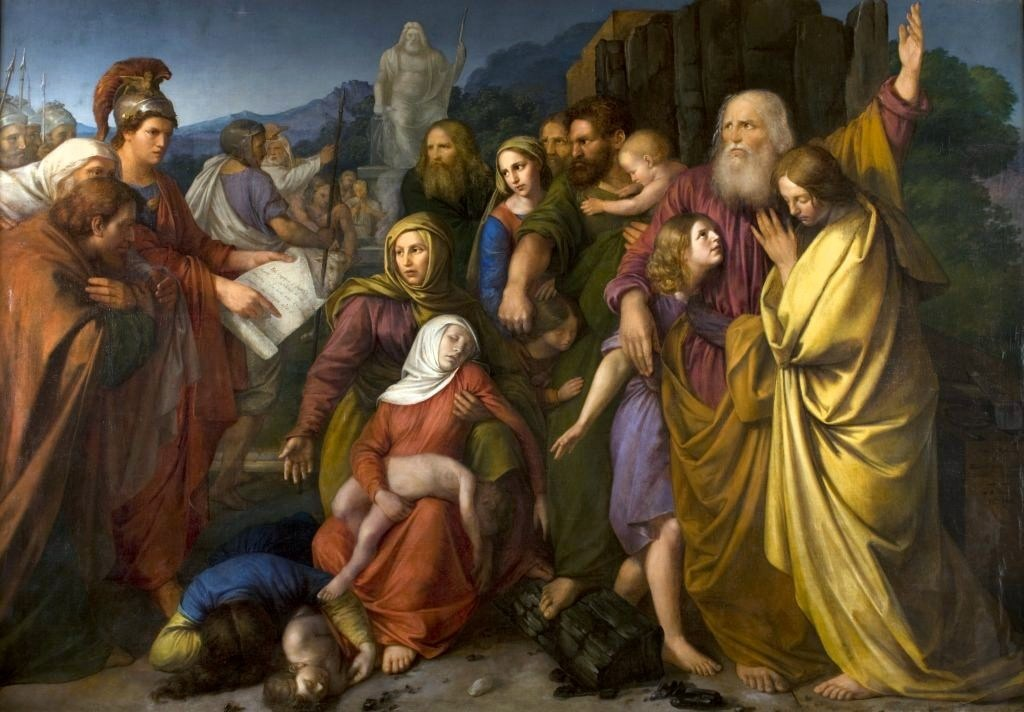
Maccabées, toile de Wojciech Stattle, 1844.

C'est dans ces conditions qu'une collection de textes faisant autorité voit le jour. Au début du IIe siècle av. J.-C., elle est donc composée du Pentateuque, des Prophètes et de certains des futurs Hagiographes. Ne manquent alors à cette liste que les livres de Daniel, d'Esdras-Néhémie, et le livre d'Esther. Il ne s'agit toutefois pas encore d'un canon au sens propre car, comme le fait remarquer Arnaud Sérandour, « le texte de chacun de ces livres demeure fluctuant et comporte des variantes considérables, quantitatives et qualitatives d'un manuscrit à l'autre ». Malgré cela, l'écriture est de plus en plus considérée comme « sainte » et prend une place grandissante dans le culte.
Au tout début du IIe siècle av. J.-C., la Judée passe d'une domination ptolémaïque à celle des Séleucides. L'hellénisation de la région se poursuit encore, encouragée au début par une grande partie de l'élite juive. Cependant, deux camps se font rapidement face : d'une part ceux qui désirent poursuivre une politique d'intégration à l'empire, et d'autre part ceux qui veulent sauvegarder à tout prix la tradition scripturaire. La situation tourne au conflit lors de la crise maccabéenne, qui fait rage de 174 à 152 av. J.-C. Un nouveau genre littéraire apparaît avec la révolte :  l'apocalyptique, dont le livre de Daniel est le représentant canonique. Les thèmes de la venue prochaine d'un Messie et de la fin du monde se développent au sein de cette littérature.
Un nouvel État émerge du chaos provoqué par la révolte : l'État hasmonéen. Bien qu'il revendique et obtienne assez tôt une certaine indépendance, ce nouvel État doit faire face à la rivalité de ses voisins et à des oppositions internes. Flavius Josèphe explique que les trois « écoles de pensée » que sont les pharisiens, les sadducéens et les esséniens, seraient apparues dès le début de son avènement, mais les différents mouvements de pensée juive semblent plutôt apparaître d'une manière progressive et mal définie, à l'époque des Maccabées et des Hasmonéens, en réaction aux heurts qui traversent la période. Le nationalisme judéen est alors à son comble, ce qui se reflète dans les deux premiers livres des Maccabées, ainsi que dans les livres de Judith et d'Esther, tous écrits ou remaniés durant le IIe siècle av. J.-C..

### Époque romaine
En 63 av. J.-C., Pompée arrive en Judée et prend Jérusalem. C'en est fini de l'État hasmonéen indépendant, même s'il ne disparaît qu'en 41 av. J.-C., lorsqu'Hérode est nommé roi de la région. Hérode donne une nouvelle splendeur au Temple de Jérusalem, mais remet en cause son fonctionnement et se mêle de politique intérieure, ce qui ne lui sera pas pardonné par la communauté juive. Le livre de la « Sagesse de Salomon », écrit du temps d'Hérode, marque un tournant dans la pensée juive, puisqu'il présente pour la première fois les notions d'immortalité et d'incorruptibilité des justes malgré la mort. Le joug romain est de plus en plus écrasant pour une partie des juifs au Ier siècle, si bien qu'une importante révolte éclate à partir de 66. Elle est matée dans le sang quatre ans plus tard, et le Temple de Jérusalem est détruit. D'autres révoltes suivent jusqu'en 135 et les conséquences sont désastreuses pour les habitants de Judée et de Samarie, qui doivent fuir la répression qui s'ensuit. La littérature qui est alors produite, comme les apocalypses de Baruch, met l'accent sur les attentes messianiques et eschatologiques caractéristiques de cette époque troublée.
Au début du Ier siècle, un juif nommé Jésus se fait connaître en Judée comme prêcheur de l'avènement imminent du « Royaume de Dieu », mais aussi comme exorciste et thaumaturge. Vers l'an 30, il est arrêté puis mis à mort, mais ses disciples, qui pour la plupart se trouvent à Jérusalem, annoncent alors sa résurrection d'entre les morts. De cette annonce naît entre 50 et 130 une littérature centrée sur les gestes et les paroles de Jésus, mais aussi sur celles des communautés qui suivent ses enseignements et qui recevront plus tard le nom de « chrétiens ». Une partie de cette littérature est organisée sous forme canonique au IVe siècle et connue désormais sous le nom de Nouveau Testament.
Une version particulière du Tanakh semble s'imposer dans les synagogues vers la fin du Ier siècle, à l'exception des communautés samaritaines, qui gardent leur propre édition de la Torah. Ce texte peut être qualifié de « protomassorétique », car ses caractéristiques propres, particularités orthographiques et erreurs de scribes, se retrouvent ensuite dans le texte massorétique lui-même. Au IIe siècle, la Bible est traduite en syriaque, se basant pour l'Ancien Testament en partie sur la version hébraïque et en partie sur la Septante en grec, et traduisant le Nouveau Testament du grec. Ce texte reçoit le nom de « Peshitta » (la « Simple »). À peu près au même moment, une traduction en latin basée sur la Septante voit le jour : la « Vieille Latine » (Vetus Latina). Elle est suivie au début du Ve siècle par une autre traduction en latin : la Vulgate, qui s'impose jusqu'au Moyen Âge,.

## Collections canoniques et variantes textuelles

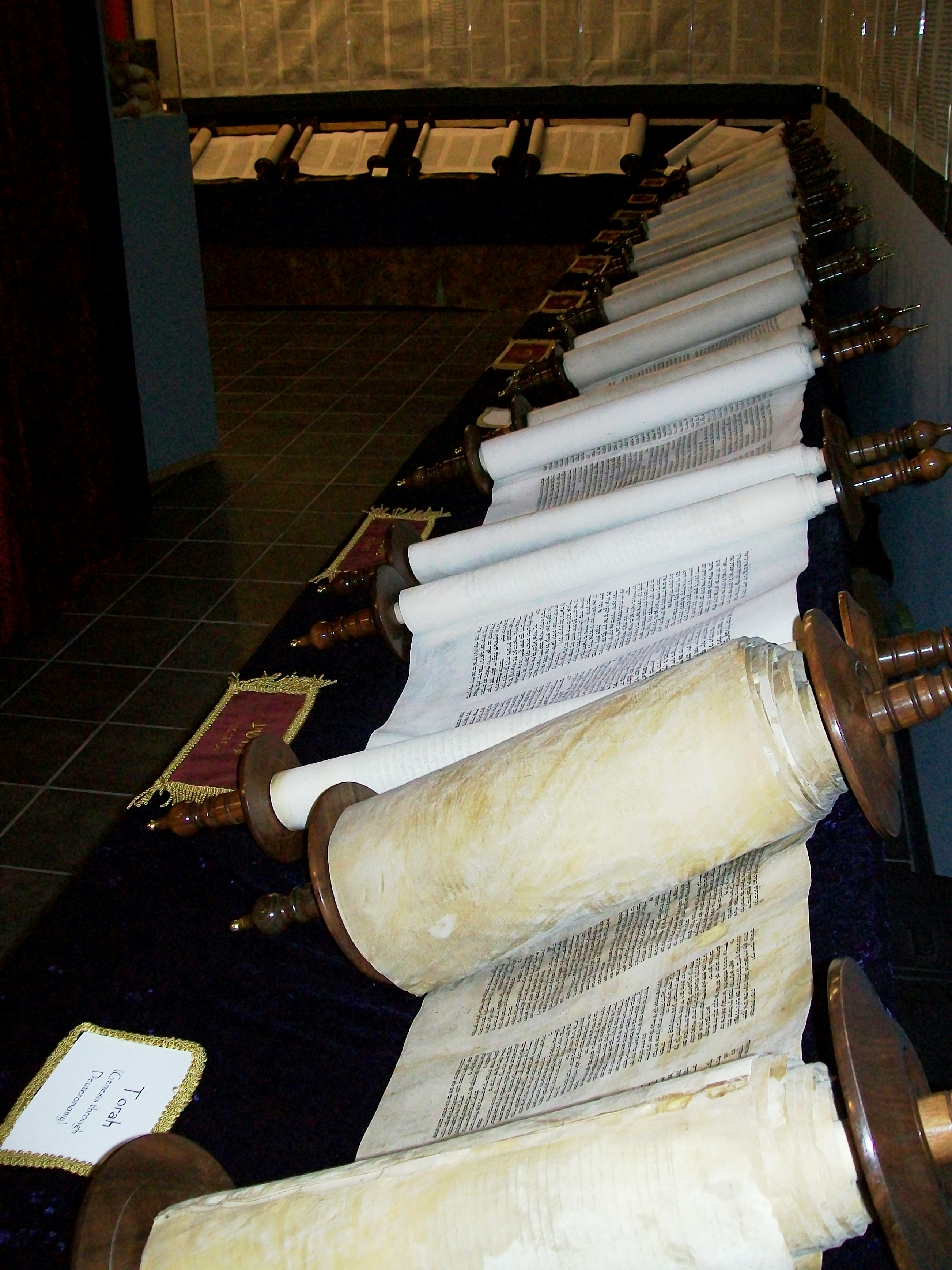
Jeu complet des rouleaux du Tanakh.

Comme pour tout autre écrit de l'Antiquité, aucun des textes originaux de la Bible telle qu'elle nous est parvenue n'a été retrouvé à ce jour,. La notion même de texte « original » n'a pas vraiment de sens, puisque la Bible se distingue dès sa formation par une pluralité de formes. Par exemple, le canon de la Bible hébraïque du judaïsme rabbinique, le texte massorétique, n'est pas le même que le canon de la Bible grecque des Églises d'Orient et d'Occident, la Septante. De plus, l'édition samaritaine du Pentateuque n'a pas le même texte que le Pentateuque massorétique, et les manuscrits de la mer Morte démontrent concrètement, par leurs divergences textuelles, que le texte biblique est l'objet de plusieurs rédactions et éditions, qui peuvent parfois apporter des changements importants. Il existe aussi par exemple une très grande pluralité de canons entre les Églises d'Orient, et les anciens testaments orthodoxes, syriaques, araméens et éthiopiens ont tous retenu des livres différents.
En plus de choix divergents concernant les livres qui sont retenus dans les différents canons, il y a aussi des choix divergents de variantes textuelles à l'intérieur d'un même livre. Certaines sont dues à des réécritures intentionnelles pour des raisons linguistiques, exégétiques ou théologiques, certaines à des erreurs de copistes, etc. Tout cela a plus ou moins altéré les textes au cours des siècles.
La Torah seule compte plus de 4 000 « lieux variants », une grande partie d'entre eux ayant ainsi un  sens différent d'une variante à l'autre lieu. Des lieux variants sont aussi présents dans d'autres livres, par exemple celui de Josué, qui est plus court d'environ 4 à 5 % dans la Septante que dans le texte massorétique, et dont certains récits, comme le chapitre 6, sont très différents entre ces deux canons,. Un autre exemple est celui du livre de Jérémie, qui est organisé différemment dans le texte massorétique que dans celui de la Septante, où il est d'ailleurs plus court d'un huitième. De plus, le fait que ces différences entre la version du livre de Jérémie de la Septante et celle du texte hébraïque se retrouve dans les manuscrits de Qumran montre que ces divergences ne sont pas dues à des décisions des traducteurs grecs de la Septante mais a des évolutions postérieures du texte massorétique. Les textes canoniques eux-mêmes ne sont pas à l'abri de modifications textuelles dans le temps, comme le montre l'exemple de Deutéronome 32, 8 où « fils de Dieu » est corrigé en « fils d'Israël » entre le IIe et le Ier siècle av. J.-C.,.
Le texte de la Septante est différent du texte de la Bible hébraïque, à la fois sur la forme et sur le sens. En effet, il comporte des textes supplémentaires qui n'ont pas été retenus par le canon hébraïque, mais aussi certains termes qui ont été modifiés lors de la traduction. L'exemple le plus flagrant est peut-être que les divers noms utilisés pour Dieu, comme YHWH, El, Elohim, El Shadday, etc. sont remplacés en grec par des formes plus banales, comme theos (« dieu »), kurios (« maître ») ou pantokratôr (« tout-puissant »). Afin d'essayer de l'aligner sur le texte hébraïque, qui est régulièrement actualisé dans l'antiquité, plusieurs révisions de la Septante sont opérées. Trois sont restées fameuses : celle de Symmaque l'Ébionite, à la fin du IIe siècle av. J.-C., celle d'Aquila de Sinope, vers 125,et celle de Théodotion, qui a eu lieu vraisemblablement à la fin du IIe siècle,.
Malgré ces différences, la traduction de la Septante est considérée par le Talmud comme une œuvre inspirée, et elle est longtemps utilisée par la communauté juive d'expression grecque. Cette situation prévaut jusqu'à ce que la communauté chrétienne se l'approprie et en fasse son Ancien Testament, au début du IIe siècle. La communauté juive rejette alors progressivement le texte grec, et en revient à considérer l'« hébreu carré » comme la seule langue acceptable pour la Bible hébraïque,.
Le Nouveau Testament contient lui aussi certaines variantes textuelles d'une version à l'autre. Il existe cinq différentes finales de l’évangile selon Marc, et plus de six cents variantes entre le texte alexandrin et le texte occidental des Actes des Apôtres. En tout, les spécialistes dénombrent plus de 200 000 variantes rien que dans le Nouveau Testament. Ces variantes montrent que la Bible n'est pas une œuvre figée, mais que son texte reste en évolution même après les périodes de « datation » de la composition de ses différents éléments, qui sont celles de leurs diffusions sous des formes très proches de celles que nous connaissons aujourd'hui.

## Tanakh
La Bible hébraïque est désignée par les Juifs par le mot Tanakh, qui est un acronyme de ses trois parties : la Torah, les Nevi'im et les Ketouvim. Au IIe siècle, elle devient, dans sa version grecque de la Septante, l’Ancien Testament des chrétiens.

### Torah

#### De la théorie d'une rédaction par Moïse à l'hypothèse documentaire

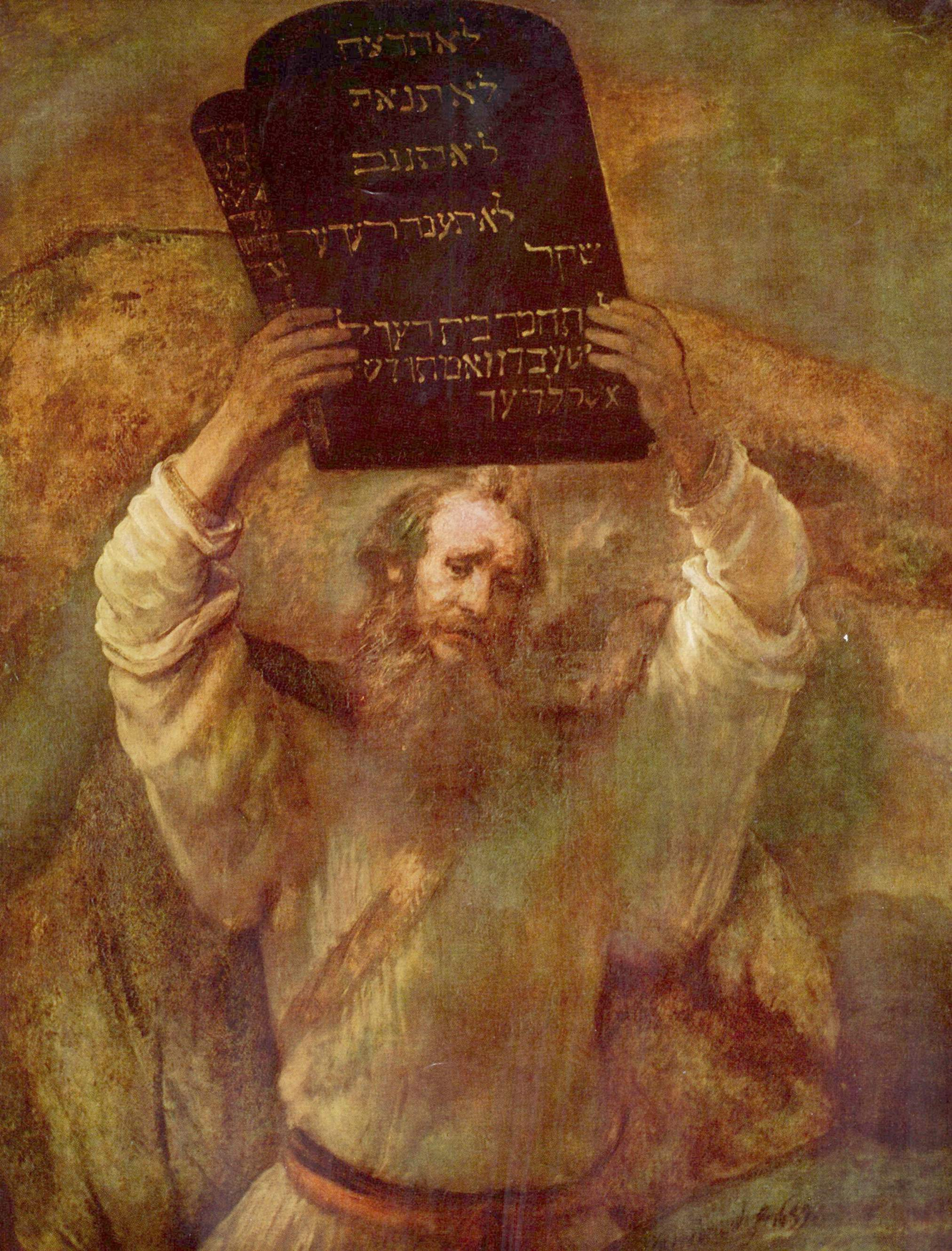
Moïse brisant les Tables de la Loi, par Rembrandt.

Si le texte du Pentateuque est anonyme et sans signature d'un auteur identifiable, les traditions juives et chrétiennes ont été fondées sur les nombreux textes législatifs attribués à Moïse dont on a fait l'auteur de l'entièreté de ses cinq livres. Philon d'Alexandrie et Flavius Josèphe lui attribuent même la rédaction du récit de sa propre mort. Cette idée d'une rédaction mosaïque sous la dictée de Dieu reste quasiment unanime durant des siècles,. Les rabbins sont amenés pour leur part à attribuer au patriarche, outre la « Torah écrite », mais aussi la « Torah orale » que constituent les commentaires de la Loi codifiés dans la Mishna. C'est ainsi d'abord essentiellement la rédaction de la Loi qui est attribuée à Moïse puis, à partir de la période post-biblique, l'ensemble du Pentateuque, amenant à désigner ce dernier comme « les cinq livres de Moïse », et cela prévaut généralement jusqu'au XVIIIe siècle.

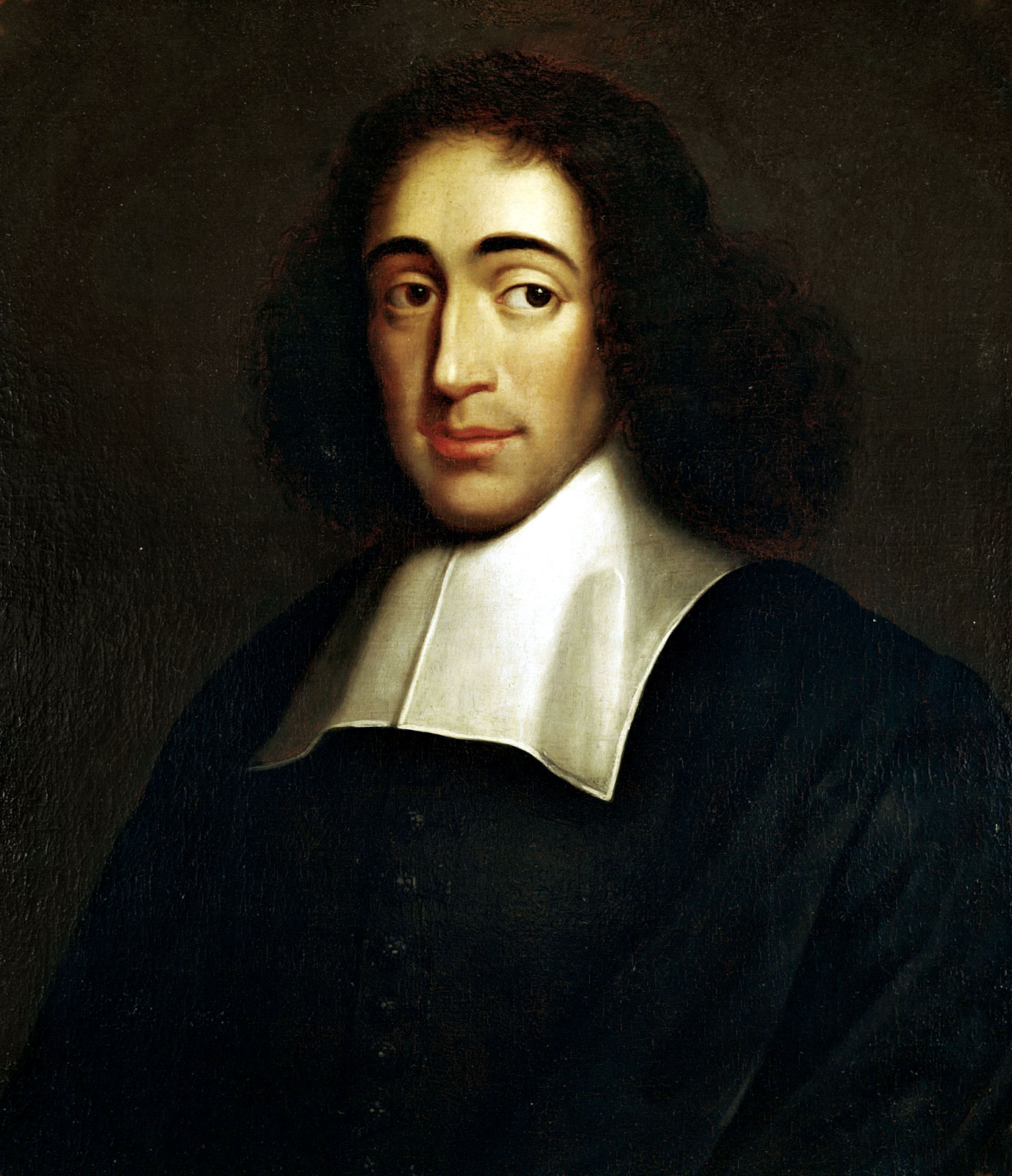
Baruch Spinoza.

Néanmoins, dès le Moyen Âge, différents anachronismes, apories et ruptures dans la logique littéraire amènent certains érudits et philosophes, tels que Isaac ibn Yashush puis Abraham ibn Ezra au XIIe siècle, à dresser des listes de « post-mosaica », c'est-à-dire de textes ou d'éléments rédigés après Moïse, sans remettre pour autant en cause la tradition reçue. Le premier à rejeter l'idée que Moïse a écrit les cinq livres est Andreas Bodenstein (1486-1541), un théologien protestant qui examine aussi dans son ouvrage la possibilité qu'Esdras soit le véritable auteur du Pentateuque pour finalement la repousser. Moins de deux siècles plus tard, Baruch Spinoza souligne quant à lui, dans son Traité théologico-politique, l'unité organique entre la Torah et les livres « historiques », de Josué aux Rois, et en attribue la rédaction à Esdras,,.
Au XVIIIe siècle, sous l'impulsion de Jean Astruc, qui poursuit encore une visée apologétique, naît l'idée que le texte de la Torah serait la compilation de plusieurs documents différents,. La théorie dite « documentaire » qui en découle est développée au XIXe siècle par l'exégète Julius Wellhausen, qui propose un modèle selon lequel la Torah serait le résultat de trois ou quatre sources indépendantes rédigées entre le VIIIe et le début du Ve siècle av. J.-C.. Cette théorie connaît un succès grandissant si bien que dans les années 1960 il existe un consensus exégétique sur les quatre sources constitutives du Pentateuque. À cette époque, il est courant d'affirmer que les cinq premiers livres de la Bible sont le résultat d'une compilation de quatre documents indépendants : le document jahviste (source J), le document élohiste (source E), le deutéronomiste (source D) et la source sacerdotale (source S, ou P pour prêtres), qui auraient été composés entre 930 et 550 av. J.-C.,.

#### Remise en cause de l'hypothèse documentaire
Malgré le consensus, certains spécialistes ont toujours contesté certains aspects de l'hypothèse documentaire. Ce n'est véritablement qu'à partir des années 1970 que des théories concurrentes sont mises en avant afin de résoudre une série de problèmes, ce qui fait voler en éclats le consensus exégétique. Tout d'abord, des travaux remettent en cause la datation des textes situés à l'époque prémonarchique, comme les traditions sur Abraham, qui est repoussée jusqu'à la période de l'Exil babylonien. Ensuite, des textes auparavant attribués aux courants jahviste (source J) ou élohiste (source E) sont désormais attribués à l'école deutéronomiste (source D) et datés aux alentours du VIIe siècle av. J.-C. Enfin, l'accent est mis sur le fait que la distinction entre les sources J et E est très floue, et que leur datation est de ce fait assez hasardeuse. Toutes ces raisons font que la théorie documentaire est fortement remise en cause, et que des théories concurrentes sont alors proposées,.
La « théorie des compléments », développée entre autres par John Van Seters, défend l'idée que la Torah serait principalement le travail d'un éditeur (ou d'un groupe d'éditeurs), qui aurait collecté et enrichi une multitude de textes déjà existants. La « théorie des fragments », qui est quant à elle défendue par Rolf Rendtorff, part de l'idée qu'à l'origine se trouvaient plusieurs textes épars et isolés, et que ces fragments auraient ensuite été collectés graduellement et rassemblés en un seul texte par les rédacteurs de la Torah. Malgré leurs différences, ces deux théories s'accordent sur le rôle charnière de la période de l'Exil à Babylone, qui a eu lieu au VIe siècle, pour ce qui est de la formation et de la composition du Pentateuque.
Depuis la fin des années 1990 et durant les années 2000, les chercheurs mettent surtout en avant l'idée que l'essentiel des textes du Pentateuque, ainsi que les quelques livres qui le suivent comme Josué ou Juges, ont plutôt été compilés à l'époque perse, c'est-à-dire entre le Ve et le IVe siècle. Selon cette théorie, les derniers rédacteurs de la Torah ont joué un rôle important sur la forme finale du texte. Même s'ils se basaient sur des documents plus anciens, ils les ont retravaillés et compilés suivant un projet théologique bien précis.
Au début du XXIe siècle, aucun consensus exégétique ne s'est encore réalisé depuis l'effondrement de la théorie documentaire, qui conserve par ailleurs de nombreux adeptes. Avec cette dernière cohabitent désormais d'autres approches sans que l'on puisse dire quelles sont les positions majoritaires au sein de la recherche. Malgré leurs divergences, les chercheurs s'accordent sur le fait que l'achèvement de la Torah a eu lieu au plus tard vers le début du IIIe siècle av. J.-C..

#### Datation
| Livres de la Torah | Datation usuelle |
| ------------------ | --- |
| Genèse             | Début de rédaction vers la fin du VIIIe siècle av. J.-C., puis ajouts et retouches du texte jusqu'au IIIe siècle av. J.-C.                                                                             |
| Exode              | Certains récits de l'Exode remontent au VIIIe siècle av. J.-C. Ces textes sont retravaillés et complétés à partir du VIe siècle av. J.-C.                                                              |
| Lévitique          | Ve siècle av. J.-C., se basant sur des sources plus anciennes |
| Nombres            | Certains récits des Nombres remontent au VIIIe siècle av. J.-C. Ces textes sont retravaillés et complétés à partir du VIe siècle av. J.-C.                                                             |
| Deutéronome        | Les lois deutéronomiques peuvent remonter jusqu'à la fin du VIIIe siècle av. J.-C. Celles-ci sont ensuite intégrées dans l'ensemble Deutéronomiste à partir du règne de Josias (VIIe siècle av. J.-C.) |

### Nevi'im
Traditionnellement, les Juifs découpent les Nevi'im en deux groupes de livres : les « Prophètes antérieurs » comprenant les livres de Josué, Juges, Samuel et les Rois, et les « Prophètes postérieurs » comprenant Isaïe, Jérémie, Ézéchiel et les livres des douze « petits prophètes ». Les spécialistes estiment en général que le corpus des Nevi'im est achevé vers 200 av. J.-C..

#### Prophètes antérieurs
En 1670, le philosophe Baruch Spinoza est l'un des premiers à constater que l'histoire contenue dans les « Prophètes antérieurs » s'inscrit en continuité avec celle des livres du Pentateuque. Ainsi, le texte allant du début de la Genèse à la fin de 2 Rois est selon lui une seule grande œuvre historique.
Cette idée est reprise au XIXe siècle par Heinrich Ewald, qui distingue deux éditions de type deutéronomiste dans ce récit. Il faut cependant attendre les travaux de Martin Noth en 1943 pour que la thèse d'une « histoire deutéronomiste » ou « deutéronomique » prenne véritablement corps. Noth remarque de nombreuses similitudes de style et de thèmes entre le Deutéronome et les Prophètes antérieurs, et émet l'idée que le Deutéronomiste aurait « construit une présentation du passé d'Israël qui obéit à une théologie de l'histoire parfaitement cohérente ». Malgré quelques contestations, cette théorie s'impose jusque dans les années 1960. D'autres modèles voient alors le jour, avec des variations plus ou moins importantes sur le nombre de rédacteurs deutéronomistes et l'importance de leurs travaux respectifs, jusqu'à ce qu'en 1975, Siegfried Mittmann conteste l'idée même que les livres du Deutéronome à 2 Rois constituent une œuvre cohérente.
À partir du moment où l'idée de Noth est remise en cause, de nombreuses théories apparaissent. Malgré leurs divergences, les spécialistes s'accordent toutefois sur plusieurs points :
- les Deutéronomistes intègrent des documents plus anciens dans leur histoire ;
- le style et la théologie deutéronomistes sont fortement similaires à ceux des traités de vassalité imposés par les assyriens aux judéens;
- l'Exil babylonien est la période charnière durant laquelle se construit l'histoire deutéronomiste ;
- et enfin, l'histoire deutéronomiste a été révisée ensuite, durant l'époque perse.

| Livres des Nevi'im | Datation usuelle |
| ------------------ | --- |
| Josué              | Début de rédaction au VIIe siècle av. J.-C. sous Josias. Ajouts et retouches du texte jusqu'au IIe siècle av. J.-C.                                                                    |
| Juges              | Compilation au IVe siècle av. J.-C. de textes plus anciens (du VIIIe au VIe siècle av. J.-C.)                                                                                          |
| 1 et 2 Samuel      | Vraisemblablement, début de rédaction à partir du VIe siècle av. J.-C. par l'école deutéronomiste, puis compilation probablement au Ve siècle av. J.-C.                                |
| 1 et 2 Rois        | Début de rédaction peut-être dès la fin du VIIIe siècle av. J.-C., rédaction importante durant le VIe siècle av. J.-C. Fin de la compilation du texte massorétique vers 200 av. J.-C., |

#### Prophètes postérieurs

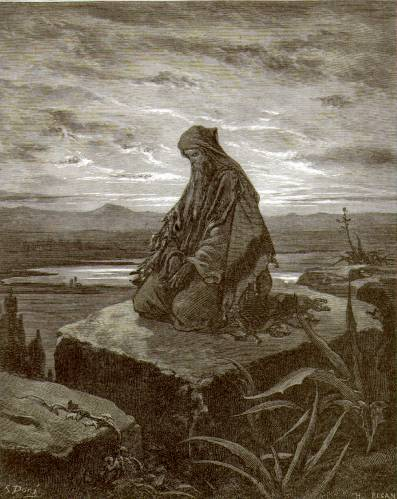
Le Prophète Isaïe, par Gustave Doré.

Jusqu'au début du XXe siècle, l'exégèse des Prophètes postérieurs consiste principalement à distinguer ce qui a réellement été prononcé par le Prophète considéré de ce qui a été ajouté par la suite. Cependant, à partir de la première moitié du XXe siècle, ce n'est plus seulement l'authenticité des paroles prophétiques qui intéresse les exégètes, mais bien l'histoire complète de la rédaction des livres. Ils s'aperçoivent alors que les textes ont été remaniés au cours du temps par des scribes qui, eux-mêmes, se voient comme des prophètes de leur temps. L'importance du travail des scribes est telle que certaines parties des textes — et même des textes entiers comme probablement les livres de Jonas ou de Malachie — voient le jour sous leurs plumes.
Ainsi, le corpus des douze petits Prophètes tout entier n'est pas seulement une simple compilation de textes déjà achevés, mais semble bien avoir été retravaillé par les scribes, et cela dans son ensemble. En effet, certains passages se retrouvent pratiquement à l'identique chez plusieurs prophètes, et certains mots établissent des liens entre les divers livres.
| Livres des Nevi'im | Datation usuelle |
| ------------------ | --- |
| Isaïe              | Trois auteurs principaux et un processus d'édition extensif, : Isaïe 1-39 : Isaïe « historique » (Proto-Isaïe) avec plusieurs couches d'édition VIIIe – VIe siècle av. J.-C. Isaïe 40-55 : Exilique (Deutéro-Isaïe), VIe siècle av. J.-C. Isaïe 56-66 : Post-exilique (Trito-Isaïe), VIe – Ve siècle av. J.-C.                                                |
| Jérémie            | Début de rédaction probablement à la fin VIIe complétée ensuite jusqu'au IIIe siècle av. J.-C. |
| Ézéchiel           | Début de rédaction au début du VIe puis édition et remaniement du texte jusqu'au IIIe siècle av. J.-C. |
| Osée               | Première rédaction au VIIIe puis ajouts au VIIe siècle av. J.-C. sous Josias. Révision totale du livre au VIe siècle av. J.-C. à la suite de la destruction de Jérusalem, puis ajouts mineurs au Ve siècle av. J.-C. |
| Joël               | Datation difficile. Bien qu'une datation haute à partir du VIIe siècle av. J.-C. ait été proposée, la majorité des exégètes optent pour une rédaction entre le Ve et le IIIe siècle av. J.-C. |
| Amos               | Début de rédaction au VIIIe puis remaniements jusqu'au VIe siècle av. J.-C. |
| Abdias             | Difficile à dater précisément. Les spécialistes hésitent entre le VIIIe et le Ve siècle av. J.-C. |
| Jonas              | Probablement vers le IIIe siècle av. J.-C., même si certaines datations le font remonter au Ve siècle av. J.-C. |
| Michée             | Première partie écrite à la fin du VIIIe puis texte complété jusque vers le Ve siècle av. J.-C. |
| Nahum              | VIIIe – VIIe siècle av. J.-C. Éventuelle modification du texte au Ve siècle av. J.-C. |
| Habacuc            | Fin du VIIe - début du VIe siècle av. J.-C. |
| Sophonie           | Fin du VIIe siècle av. J.-C. Possibles retouches ultérieures à la fin du VIe siècle av. J.-C. |
| Aggée              | Fin du VIe siècle av. J.-C. |
| Zacharie           | Deux ou trois auteurs principaux et un processus d'édition extensif : Zacharie 1-8 : Proto-Zacharie. Hésitation des spécialistes, qui le situent entre le VIe et le IIIe siècle av. J.-C. Zacharie 9-14 : Deutéro-Zacharie. Hésitation des spécialistes, qui le situent entre le Ve et le IIe siècle av. J.-C. Éventuellement Zacharie 12-14 : Trito-Zacharie |
| Malachie           | Probablement au milieu du Ve siècle av. J.-C. |

### Ketouvim
Les Ketouvim constituent la troisième et dernière partie du Tanakh, et ne sont établis définitivement qu'au début du IIe siècle. Ils sont de styles et de natures très différents des deux parties qui les précèdent, et Thomas Römer estime qu'ils « constituent en quelque sorte un véritable condensé de la littérature juive de l'époque hellénistique ».
Parmi eux se retrouvent des livres de sagesse (Proverbes, Job et Ecclésiaste) qui semblent grandement inspirés de la littérature sapientiale des voisins du royaume de Juda, à savoir la Mésopotamie, Ougarit et l'Égypte. Ainsi, il semblerait illusoire de chercher dans ces textes les spécificités de la sagesse hébraïque, la seule différence frappante avec les textes mésopotamiens, ougaritiques où égyptiens étant la perspective monothéiste et yahwiste des textes bibliques.
| Livre des Ketuvim      | Datation usuelle |
| ---------------------- | --- |
| Psaumes                | Datation largement débattue. Les spécialistes s'accordent cependant à dire que les psaumes 3-41 sont les plus anciens, et que les psaumes 120-150 ont été ajoutés en dernier. Le livre a semble-t-il été commencé durant l'Exil à Babylone au VIe siècle av. J.-C., puis complété jusqu'au IIe siècle av. J.-C., voire au-delà. |
| Job                    | Entre le VIe et le début du IVe siècle av. J.-C., |
| Proverbes              | Avant l'Exil (VIe siècle av. J.-C.) commence la collecte et l'agencement de proverbes plus anciens. Cette tâche se poursuit jusqu'au IVe siècle av. J.-C. |
| Ruth                   | Datation difficile. Les spécialistes débattent dans une fourchette comprise entre le VIIIe et le IIe siècle av. J.-C. |
| Cantique des Cantiques | Datation difficile. La rédaction ne semble pas devoir remonter au-delà du Ve siècle av. J.-C., avec des éléments en faveur d'une composition, sur base de chants d'amours préexistants, au IIIe siècle av. J.-C. avec des ajouts au cours des deux siècles suivants,.                                                           |
| Ecclésiaste / Qohélet  | Entre le Ve et le IIe siècle av. J.-C. |
| Lamentations           | Entre le VIe et le Ve siècle av. J.-C. |
| Esther                 | Hésitations des spécialistes entre le IVe et le IIe siècle av. J.-C. |
| Daniel                 | Début de rédaction des chapitres 4 à 6 au IVe siècle av. J.-C., puis ajouts jusqu'à arriver à la forme finale durant la crise maccabéenne (IIe siècle av. J.-C.). |
| Esdras-Néhémie         | Début de rédaction probable au Ve siècle av. J.-C. par Esdras, puis ajouts ultérieurs, et compilation à la fin du IVe ou au début du IIIe siècle av. J.-C. |
| Chroniques             | Datation très débattue, avec des propositions allant du VIe au IIe siècle av. J.-C. Le texte est basé sur des sources plus anciennes, dont le texte biblique lui-même. |

## Livres deutérocanoniques
Les livres deutérocanoniques proviennent de la Septante, la version grecque de la Bible. Ils sont considérés par l'Église catholique et l'Église orthodoxe comme faisant partie du canon de l’Ancien Testament, mais ne sont pas présents dans le Tanakh hébraïque ni dans les Bibles protestantes. La majorité d'entre eux semblent avoir été rédigés en hébreu ou en araméen, mais certains peuvent avoir été écrits directement en grec. Sauf pour quelques exceptions, leur composition est en général datée entre du début du IIe à la fin du Ier siècle av. J.-C..
| Livre deutérocanonique | Datation usuelle |
| ---------------------- | --- |
| Esther grec            | Publication du texte fin du IIe ou au début du Ier siècle av. J.-C.                                                                                    |
| Daniel grec            | Hésitation des spécialistes entre le Ier siècle av. J.-C. et le IIe siècle                                                                             |
| Judith                 | IIe siècle av. J.-C. |
| Tobit                  | Première version entre le milieu du IIIe et le milieu du IIe siècle av. J.-C., puis réécritures divergentes du texte à la fin du IIe siècle av. J.-C.. |
| 1 Maccabées            | Hésitation des spécialistes entre 134 et 63 av. J.-C.                                                                                                  |
| 2 Maccabées            | Entre 103 et 76 av. J.-C. |
| Sagesse de Salomon     | Seconde moitié du Ier siècle av. J.-C. |
| Siracide               | Première version au début du IIe siècle av. J.-C., puis révisions jusqu'au Ier siècle, voire au-delà pour les versions syriaques et latine             |
| Baruch                 | Première version probablement durant le IIe siècle av. J.-C., puis probables retouches ultérieures                                                     |
| Épître de Jérémie      | Fin du IVe siècle av. J.-C. |

## Nouveau Testament
Le Nouveau Testament se divise en plusieurs groupes de livres :
- les trois évangiles synoptiques (Matthieu, Marc, Luc), ainsi que les Actes des Apôtres (construits comme une suite de l’évangile selon Luc)[228] ;
- la littérature paulinienne, qui comprend les épitres « proto-pauliniennes » attribuées à Paul (Romains, 1 et 2 Corinthiens, Galates, Philippiens, 1 Thessaloniciens, Philémon), les épitres « deutéro-pauliniennes » attribuées aux disciples de Paul (2 Thessaloniciens, Éphésiens et Colossiens), les épîtres « trito-pauliniennes » ou « pastorales » attribuées aux successeurs de Paul (1 et 2 Timothée, Tite) et l’Épître aux Hébreux[229] dont Paul n'est pas l'auteur ;
- la littérature johannique, qui comprend l’Évangile selon Jean, les épîtres johanniques (1, 2 et 3 Jean) et l’Apocalypse ;
- et les épitres universelles, dites « catholiques » (Jacques, 1 et 2 Pierre, Jude).

Au sujet des quatre évangiles canoniques (les trois synoptiques et l'évangile johannique), Daniel Marguerat insiste sur leur apparition « dans le court espace de 30 ans (entre 65 et 95) », qui « trouve une explication dans la volonté de stabiliser la tradition de Jésus face aux débordements des prophètes chrétiens ».

### Histoire des premiers écrits néotestamentaires
Les textes du Nouveau Testament sont généralement datés par les spécialistes dans une fourchette maximale comprise entre 50 et 130. Cependant, le texte n'est véritablement fixé qu'à partir du IVe siècle, les manuscrits plus anciens témoignant étonnamment jusqu'alors, plutôt que d'une harmonisation vers laquelle tendent les travaux d'érudits comme Origène, d'une diversification textuelle croissante dans le temps.
Cette pluralité textuelle est due à une importante tradition orale qui circule dans les communautés chrétiennes avant, pendant, et même après leur mise par écrit. Cette tradition orale, qui surpasse l'autorité de l'écrit jusqu'au IIIe siècle au moins, amène des modifications textuelles, volontaires ou non, qui peuvent parfois être importantes.
Vraisemblablement, Jésus et ses premiers disciples, parlaient araméen, et certains d'entre eux seulement parlaient quelques mots de grec. Or, les évangiles sont écrits en grec, ce qui pose la question de la transition d'une langue à l'autre. Un élément de réponse à cette question est le fait que le grec était très répandu au Ier siècle, et ce même à Jérusalem. La mémoire de Jésus a donc pu adopter très tôt une tournure hellénisée. De plus, il est logique de penser que l'évangélisation chrétienne, qui a pour but de répandre la tradition de Jésus aussi largement que possible, a utilisé naturellement la langue la plus répandue dans l'Empire romain de l'époque. Cela n'exclut d'ailleurs pas l'hypothèse que certains aide-mémoires, destinés à se rappeler des faits et gestes de Jésus, aient pu être rédigés en araméen avant d'être traduits pour figurer dans les textes grecs des Évangiles. Mais cela reste très hypothétique, car il n'existe nulle trace de tels manuscrits.

### La référence à la Septante

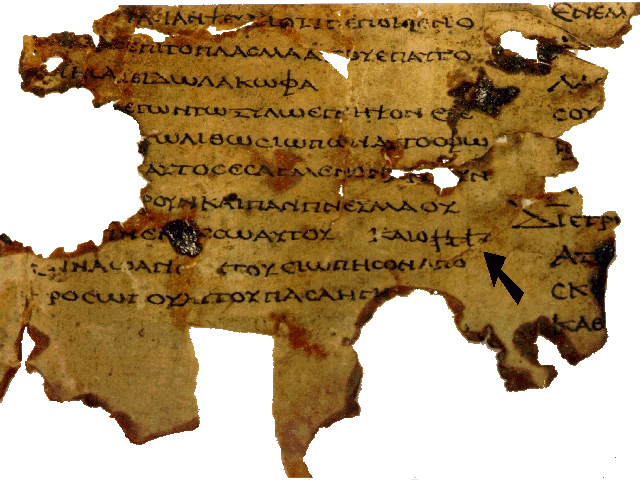
Fragment de la Septante (LXX).

La littérature chrétienne est écrite en grec, et se réfère  principalement à la traduction grecque de la Bible dite Septante, rédigée en grande partie à Alexandrie. Cette Bible se décline sous de multiples formes, et les rédacteurs du Nouveau Testament puisent parmi plusieurs d'entre elles. La Bible hébraïque n'est citée que dans de rares cas,. Ainsi, la Bible d'Alexandrie devient-elle, au IIe siècle, l’Ancien Testament des chrétiens, et elle le restera pour de nombreux siècles.

### Problème synoptique

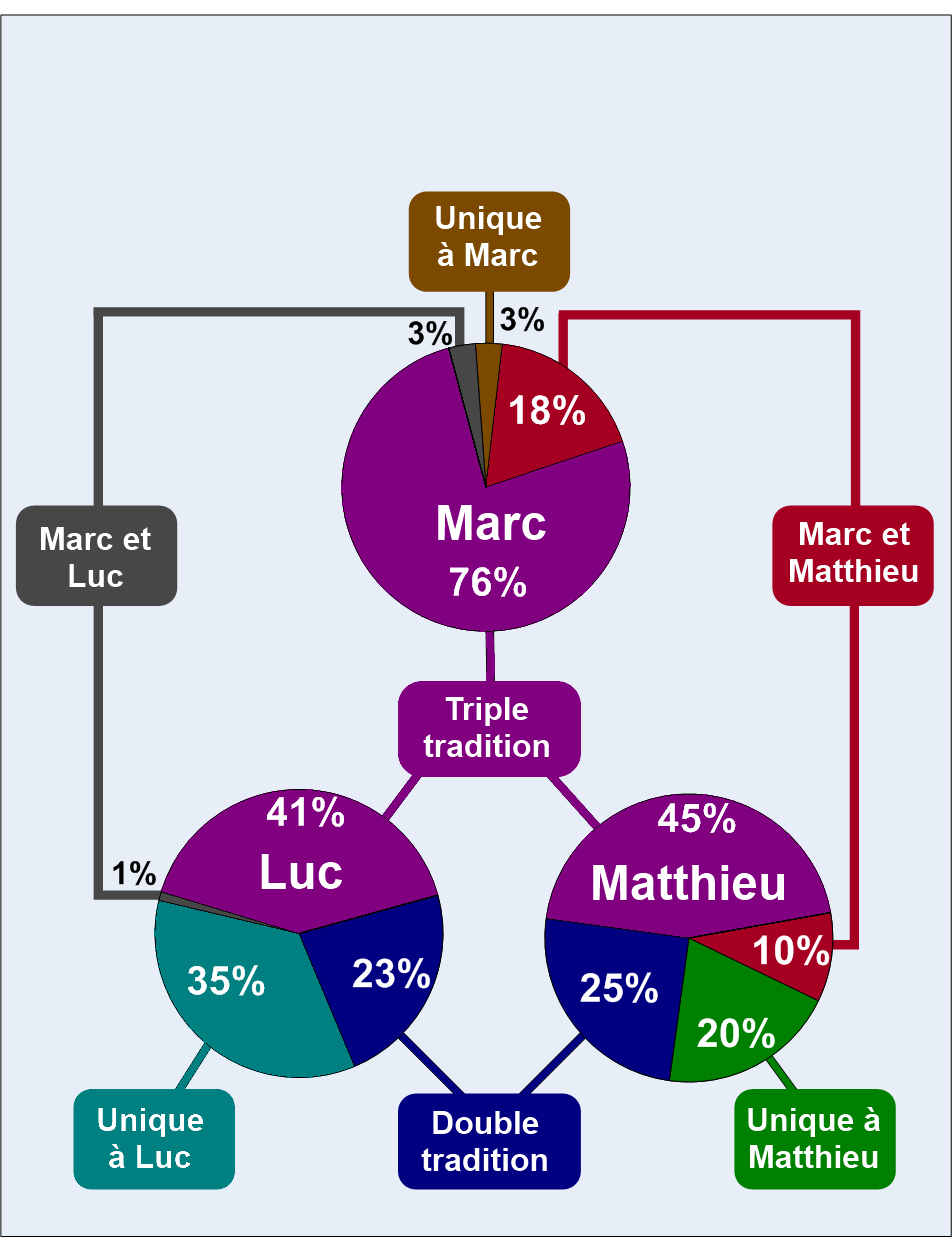
Représentation statistique du problème synoptique.

Les trois évangiles que sont Matthieu, Marc et Luc sont appelés « synoptiques » en raison de leur très grande proximité textuelle. En effet, 80 % du texte de Marc se retrouve chez Matthieu et 55 % chez Luc. Ainsi, sur les 661 versets de l’évangile de Marc, seuls 26 lui sont propres, 330 autres étant communs avec à la fois Matthieu et Luc, et 325 l'étant soit avec l'un, soit avec l'autre. De plus, Matthieu et Luc partagent entre eux de nombreux versets : 235 sur 1 068 chez Matthieu, et 235 sur 1 149 chez Luc.
Ces similitudes sont trop importantes pour être dues au hasard, et dénotent donc une dépendance littéraire entre les synoptiques. De nombreuses théories ont été proposées pour les expliquer, mais celle qui est aujourd'hui la plus largement acceptée est la « théorie des deux sources ». Cette théorie soutient que l’évangile selon Marc serait le plus ancien, et que Matthieu et Luc auraient été écrits d'après Marc, ainsi que d'après une source perdue depuis, appelée « source Q ».

### Épîtres de Paul
Les épîtres de Paul ont été écrites pour l'enseignement et l'édification de tous les chrétiens. Ce ne sont donc pas des lettres privées, et elles n'ont pas été transmises d'ailleurs séparément, mais directement sous la forme d'une collection de lettres. Dans cette collection, les spécialistes distinguent trois couches rédactionnelles distinctes en fonction de leur authenticité : sept lettres « proto-pauliniennes », rédigées par Paul ; trois lettres « deutéro-pauliniennes », rédigées par ses disciples sous son autorité mais pas directement par lui ; et enfin trois lettres « trito-pauliniennes » ou « pastorales », rédigées par ses successeurs mais pas directement par lui, ni sous son autorité. Plusieurs collections concurrentes des lettres de Paul circulent, certaines excluant les épitres trito-pauliniennes, d'autres incluant l'Épître aux Hébreux. Différentes versions de certaines lettres, notamment celles aux Romains, la première aux Corinthiens et celle aux Éphésiens, montrent en outre qu'il existe non seulement des variantes sur le choix des lettres constituant chaque collection, mais aussi des variations dans le texte lui-même.

### Histoire du canon
Au début du christianisme, la liste des livres de la Bible hébraïque n'est pas encore close. Elle ne l'est pas avant la réunion de l'Académie de Yabneh à la fin du Ier siècle. Cependant, cette idée d'une liste fermée de livres, appelée plus tard « canon », s'impose progressivement aussi pour les écrits chrétiens.
Chacun des vingt-sept livres du Nouveau Testament est destiné à certaines communautés chrétiennes, mais aucun n'est écrit dans le but de figurer dans une collection de livres saints. Il faut attendre le Concile de Laodicée, en 363, pour voir le mot « canon » utilisé pour la première fois, et ce pour désigner à la fois l’Ancien et le Nouveau Testament. Quatre ans plus tard, dans une lettre d'Athanase d'Alexandrie, se trouve la première liste complète des vingt-sept livres du Nouveau Testament.
Avant cela, il ne s'agit pas encore d'un « canon » à proprement parler, car ce n'est pas encore une liste fermée de livres. Pour une partie de la recherche, il est possible de parler de collection de livres agréés par l'Église, ou « canon ouvert », dès la fin du IIe siècle, car le fragment de Muratori propose dès cette époque vingt-trois livres faisant autorité ou dont l'autorité mérite d'être débattue. Cette liste comprend tous les livres du Nouveau Testament sauf 1 et 2 Pierre, Jacques et Hébreux. D'autres livres qui n'ont pas été retenus par la suite y figurent aussi. Néanmoins, cette datation haute qui a longtemps fait consensus est largement remise en question depuis la fin du XXe siècle et une partie de la recherche tend à voir, dans le « Muratori », une composition du IVe siècle, probablement orientale, poussant à déplacer le processus de canonisation plus tardivement. Le débat reste ouvert.
Entre la fin du IIe siècle et la deuxième moitié du IVe siècle, de nombreux débats ont lieu pour déterminer quels livres doivent être reconnus par l'Église et lesquels doivent être rejetés. Ceux qui sont l'objet des débats les plus vifs sont : Hébreux, les épitres catholiques (Jacques, 2 Pierre, 2 Jean, 3 Jean et Jude), et surtout l’Apocalypse. La place de certains apocryphes est aussi discutée, notamment l’épître aux Laodicéens, qui fait partie de la Vulgate jusqu'au Moyen Âge.

### Datation
Dans le tableau ci-dessous, les fragments les plus anciens de chaque texte sont mentionnés. Le signe {\displaystyle {\mathfrak {P}}} est le symbole utilisé pour désigner un papyrus.

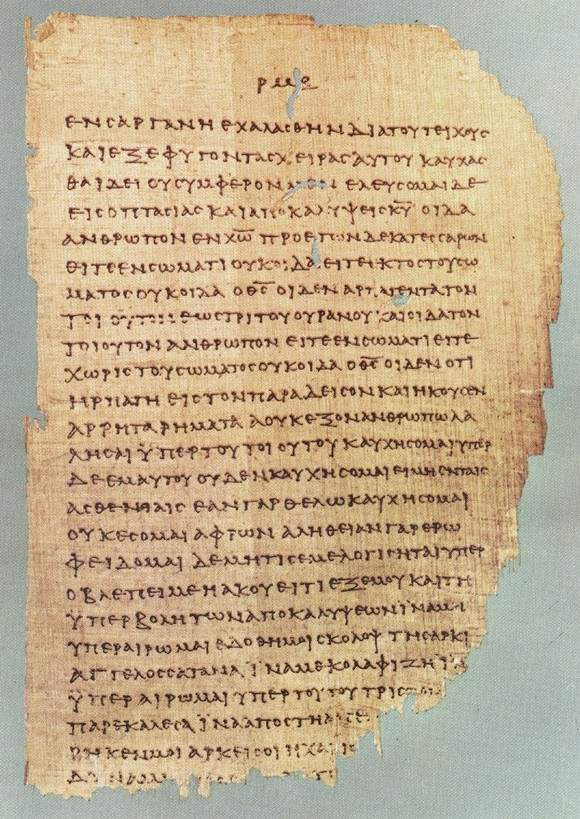
Papyrus 46

| Livre                               | Datation usuelle       | Fragment le plus ancien |
| ----------------------------------- | ---------------------- | --- |
| Évangile selon Marc                 | 60–75                  | {\displaystyle {\mathfrak {P}}}45 (milieu du IIIe siècle) |
| Évangile selon Matthieu             | 70–100                 | {\displaystyle {\mathfrak {P}}}104 (150–200) |
| Évangile selon Luc                  | 80–100                 | {\displaystyle {\mathfrak {P}}}4, {\displaystyle {\mathfrak {P}}}75 (IIIe siècle), |
| Évangile selon Jean                 | 80–110                 | {\displaystyle {\mathfrak {P}}}52 (vers 130) |
| Actes des Apôtres                   | 80–100                 | {\displaystyle {\mathfrak {P}}}29, {\displaystyle {\mathfrak {P}}}45, {\displaystyle {\mathfrak {P}}}48, {\displaystyle {\mathfrak {P}}}53, {\displaystyle {\mathfrak {P}}}91 (IIIe siècle), |
| Première épître de Jean             | 90–100                 | {\displaystyle {\mathfrak {P}}}9 (IIIe siècle) |
| Deuxième épître de Jean             | 90-100                 | |
| Troisième épître de Jean            | peu après 100          | |
| Première épître aux Thessaloniciens | 50–51                  | {\displaystyle {\mathfrak {P}}}46 (vers 200) |
| Épître aux Galates                  | fin années 40 ou 54–57 | {\displaystyle {\mathfrak {P}}}46 (vers 200) |
| Épître aux Philippiens              | 56–63                  | {\displaystyle {\mathfrak {P}}}46 (vers 200) |
| Épître à Philémon                   | 55–63                  | {\displaystyle {\mathfrak {P}}}87 (fin IIe ou début IIIe siècle), |
| Première épître aux Corinthiens     | 56–57                  | {\displaystyle {\mathfrak {P}}}46 (vers 200) |
| Deuxième épître aux Corinthiens     | 57                     | {\displaystyle {\mathfrak {P}}}46 (vers 200) |
| Épître aux Romains                  | 57–58                  | {\displaystyle {\mathfrak {P}}}46 (vers 200) |
| Deuxième épître aux Thessaloniciens | 51–52                  | {\displaystyle {\mathfrak {P}}}92 (IIIe ou IVe siècle) |
| Épître aux Colossiens               | 54–63 ou vers 80,      | {\displaystyle {\mathfrak {P}}}46 (vers 200) |
| Épître aux Éphésiens                | années 60 ou 90,       | {\displaystyle {\mathfrak {P}}}46 (vers 200) |
| Épître à Tite                       | vers 65 ou 100,        | {\displaystyle {\mathfrak {P}}}32 (vers 200) |
| Première épître à Timothée          | vers 65 ou 100,        | Codex Sinaiticus (IVe siècle) |
| Deuxième épître à Timothée          | années 60 ou vers 100, | Codex Sinaiticus (IVe siècle) |
| Épître aux Hébreux                  | années 60 ou 80,       | {\displaystyle {\mathfrak {P}}}46 (vers 200) |
| Première épître de Pierre           | 60–96,                 | {\displaystyle {\mathfrak {P}}}72 (IIIe ou IVe siècle), |
| Épître de Jacques                   | 62 ou 80–90,           | {\displaystyle {\mathfrak {P}}}20, {\displaystyle {\mathfrak {P}}}23 (IIIe siècle) |
| Épître de Jude                      | 90–100,                | {\displaystyle {\mathfrak {P}}}72 (IIIe ou IVe siècle) |
| Deuxième épître de Pierre           | vers 130               | {\displaystyle {\mathfrak {P}}}72 (IIIe ou IVe siècle) |
| Apocalypse                          | 68–70 ou 89–96,        | {\displaystyle {\mathfrak {P}}}98 (fin du IIe siècle) |

### Exemples de datation

Situation géopolitique du Moyen-Orient vers la fin de l'âge du bronze récent.

Selon la Bible, les évènements décrits dans le livre de Josué se situent avant l'époque monarchique, plus précisément juste après la conquête de la « terre promise », ce qui correspondrait à la jonction du bronze récent et de l'âge du fer. Selon le récit du onzième chapitre de Josué, de nombreuses populations peuplent la région, dont les Cananéens, les Hittites, les Amorrites, les Périzzites et les Anakim,. Dans cette liste, seuls les Cananéens étaient présents à la fin de l'âge du bronze en Palestine. Les autres peuples n'ont soit jamais existé, soit n'étaient pas présents dans cette région à cette époque.
C'est le cas tout d'abord des Hittites. Bien qu'ils forment un royaume qui s'étend jusqu'en Syrie autour des XIVe – XIIIe siècle av. J.-C., les données historiques et archéologiques montrent qu'ils ne descendent jamais jusqu'en Palestine et s'arrêtent bien plus au Nord. Le terme Hatti est un terme générique babylonien pour désigner, au VIe siècle av. J.-C., toute la région syro-palestinienne. Les auteurs bibliques en ont sans doute déduit qu'un peuple de Hittites habitait en Palestine avant leur extermination par Josué, et les ont incorporés dans le récit peu après l'Exil. Selon Mario Liverani, le cas des Amorrites est similaire, puisque ce peuple s'établit principalement en Syrie et s'éteint vers le XIVe siècle av. J.-C., c'est-à-dire bien avant la conquête présumée de Josué. Le terme Amurru désigne chez les Babyloniens du VIe siècle av. J.-C. la même chose que le terme Hatti, c'est-à-dire une région syro-palestinienne.
Le terme « Périzzite », quant à lui, signifie « qui habite un village ». Il ne s'agit donc pas d'un peuple. Cependant, puisque l'existence de ce groupe est attestée de haute antiquité, les rédacteurs bibliques ont sans doute supposé qu'il s'agissait d'un peuple qui avait été anéanti avant l'arrivée des premiers Israélites en Canaan. Citons pour finir la mention des Anakim, ou Nephilim, ces géants légendaires dont l'existence est certainement sortie de l'imagination des rédacteurs bibliques devant les imposants dolmens mégalithiques de la préhistoire qu'ils rencontrent en Palestine, tels que le « lit de fer » de Rabbath Ammon, de neuf coudées sur quatre, que certains prennent pour une tombe royale.
Ces anachronismes et inventions démontrent que les rédacteurs du livre de Josué méconnaissent la Palestine de la fin de l'âge du bronze. L'analyse des données archéologiques apporte des conclusions similaires : la géographie décrite dans ce livre ne correspond pas à celle de l'âge du bronze récent. En revanche, elle ressemble plus à celle du VIIe ou du VIe siècle av. J.-C. Cela concorde avec une réécriture tardive destinée à justifier les ambitions politiques de Josias ou une reconquête du pays après l'Exil,.

### Exemples de remaniement tardif
Le dixième chapitre de Josué présente plusieurs remaniements tardifs du texte biblique. Par exemple, il existe deux formes distinctes du verset 9 : le texte hébreu traditionnel dit que Josué « monta » depuis Guilgal, tandis qu'un manuscrit retrouvé à Qumrân dit que Josué « marcha ». Les deux verbes étant très différents en hébreu, cela ne peut être dû qu'à une modification intentionnelle du scribe, sans doute dans le but d'harmoniser le texte avec son contexte immédiat. Un autre indice de remaniement est le fait que les versets 15 et 43, qui sont identiques dans la version massorétique, sont absents de l'ancienne version grecque. Au lieu de supposer que le traducteur grec les a supprimés, il semble bien plus logique de faire l'hypothèse inverse, c'est-à-dire que l'auteur du texte massorétique les aurait ajoutés tardivement. Cela explique en effet l'incohérence narrative du récit, qui replace Josué de retour dans la région montagneuse qu'il vient de quitter quelques versets plus tôt.
Quelques versets plus loin se trouve un autre remaniement tardif du texte. En effet, il est écrit que le roi d'Hébron est tué avec d'autres rois (versets 23 à 26), puis tué une deuxième fois lors de la prise de sa ville (verset 37). Cela s'explique très bien par le fait que deux épisodes ont été assemblés tardivement pour former un texte unique.